# Josef Němeček (fotbalista Teplic)
Josef Němeček (* 10. března 1924) je bývalý český fotbalista, který nastupoval jako obránce, záložník nebo útočník.

## Hráčská kariéra
V československé lize hrál za Technomat Teplice v pěti utkáních, aniž by skóroval.

### Prvoligová bilance
| Ročník         | Zápasy | Góly | Minuty | Klub                  |
| -------------- | ------ | ---- | ------ | --------------------- |
| I. liga 1950   | 5      | 0    | 371    | ZSJ Technomat Teplice |
| CELKEM I. LIGA | 5      | 0    | 371    |                       |